# 战地：硬仗
《战地：強硬路線》是2015年3月发布的一款《战地》系列射击游戏，由维瑟罗游戏與DICE合作開發。与系列军事题材的传统不同，本作以警匪斗争为背景主题。

## 遊戲

### 戰役模式

#### 遊戲劇情
迈阿密正处于一场毒枭战争之中，拉丁裔新人警探尼古拉斯·門多薩（Nicolas Mendoza，簡稱尼克）及其亞裔女搭檔Khai Minh Dao(簡稱凱)在街头追寻毒品流通的线索，在一系列严重脱轨的事件中逐渐领略到权力与腐败如何对法律的黑白两面施加影响。

2012年7月，尼克门多萨晋升为迈阿密警察局的警探，并与新搭档史塔德突袭了一处贩毒现场。朱利安·道威斯指派凯与尼克一起追踪可卡因掮客泰森拉契福的线索。尼克和凯在郊外住宅区抓获了泰普，并要求他进入泰森的制毒窝点帮助监听和取证。但此时一伙人马来到，杀害了泰森的手下，泰普也趁乱逃走。二人在窝点中起获一种新型毒品“热剂”，又发现泰森只是在别处与泰普视频通话，因此前往其住处，在保护泰森的过程中凯不慎负伤。
数周后凯重回岗位，道威斯接到李欧雷的举报，派出二人到艾爾摩飯店与其进行情报交易。但一伙持枪暴徒突然闯入饭店，试图阻止警方并追杀李欧雷。虽然李欧雷最终被带回给道威斯，但最终因证据不足而被释放。根据线索，尼克和凯二人来到郊外一片被用于走私和制造毒品的沼泽地。调查中发现李欧雷刚获释就被绑架到沼泽地，在酷刑之下被虐待致死，也掌握了为首者纳尔兹的行踪。在寻获纳尔兹的时候，对方却声称与尼克的同事史塔德达成了交易并迅速乘船离去。
纳尔兹藏身在了一处仓库内，尼克和凯不顾史塔德的阻拦，强行绕过特警闯入仓库。但就在快抓获纳尔兹时，史塔德出现并射杀了纳尔兹，还试图现场与二人分赃，尼克只扔下钱厌恶地离开了。
道威斯和凯知道尼克不是个腐败警察，因此命令他们循着纳尔兹和其动漫公司的线索追踪。尼克回到仓库找到了纳尔兹与史塔德的交易录音，又与凯分头行动。但凯被敌人围困在购物中心，尼克被迫与史塔德合作救出凯。三人后来见到了道威斯，这时尼克才知道，原来其余三人都是腐败的，因尼克不愿同流合污而选择将纳尔兹的钱款栽赃给了尼克一个人。最终尼克被捕入狱，母亲也在尼克入狱期间去世了。
三年后，在一次囚犯转移的过程中，泰森、泰普和凯三人暗中合作，炸掉囚车救出了尼克，三人来到美国西岸洛杉矶市。经过凯的一番介绍之后尼克这才知道原来道威斯不断推进执法机构私有化，建立了“首选结果”组织，将警察网络分销给犯罪分子，同时又在韩国黑手党的二手汽车生意掩护下经营毒品网络，借此大肆敛财。为了毁掉道威斯，尼克和泰森从康亨利的4S店窃取了电子数据，救出了凯的线人分析师布玛，洗劫了康亨利的车场并将其击毙。布玛解密了康亨利的数据，得知其与大毒枭尼尔洛克有关。尼克和凯二人来到尼尔洛克的别墅大闹一番，造成数百万美元的损失后终于将凯的手机放到了公文包中，定位到现金被送到了迈阿密市道威斯集团总部的金库内。
为了破解金库密码锁，布玛来到沙漠腹地，见到了女友杜恩并请她提供一件名为“布鲁特机”的解码器。没想到杜恩的父亲东尼极度厌恶布玛，甚至早已经和史塔德达成交易，设下圈套活捉了二人。但杜恩雨布玛是真心相爱，不满父亲作为的杜恩在布玛被带走之前塞给他一件万能钥匙。二人得以逃离地下基地，并惊觉东尼是个狂热的极右翼分子，不仅是“热剂”制毒的源头，手下更有一大批武装分子试图挑起美国内战，还不惜杀害了烟酒枪炮管理局探员。杜恩、布玛和尼克在逃亡过程中，东尼不顾女儿的性命，开火追击三人的座驾。摆脱攻击后，杜恩决定与父亲决裂，并指示二人去往东尼的私人机场。尼克在机场取回了“布鲁特机”并在炮火攻击下用坦克杀害了东尼，与布玛乘坐飞机逃离。
凯的报复计划万事俱备，但还是走漏风声。史塔德找上门寻仇最终被尼克射杀。尼克、凯、泰森和布玛四人回到迈阿密，成功潜入道威斯集团大楼，并炸毁顶层蓄水池利用电梯井游泳到达了顶层公寓。但金库中被安装了炸药陷阱，泰森身受重伤。道威斯故意留下了凯的手机，打通电话告诉尼克到佛罗里达海岸附近的圣罗莎来找他。尼克与凯利用滑索逃离大楼，开船来到了圣罗莎岛，支开了同伴独自一人寻找道威斯。
尼克在别墅中找到了他腐败的前队长，道威斯告诉他，他希望尼克加入犯罪网络并在他死后接管“首选结果”，而且两人“比起警察，更像罪犯”。尼克同意最后一句话，毫不犹豫地枪击了道威斯。道威斯又故意询问尼克他的母亲过得怎么样，激起尼克一枪解决了道威斯。尼克阅读了道威斯留下的遗书，信中解释了他三年前陷害尼克的原因，并指引尼克找到了金库，将自己多年来的犯罪所得财产全部留给了尼克。结尾，道威斯只留下了一个问题，询问尼克将如何处理他的新财产。

#### 战役玩法
玩家扮演一名警探的角色与犯罪分子交锋。与其他战地系列作品不同，在本作中玩家尽量避免与匪徒发生正面冲突，并识别潜藏在敌方队伍的重点通缉犯，然后寻求在不惊动其同伙的情况下将其逮捕。另外，玩家还需利用扫描器在各个关卡不同的“案发现场”搜寻必要的物证，以解锁案件进度并寻求结案。在游戏中只有使用震慑逮捕或非致命近战击倒敌方才可获得经验加分。
由玩家扮演的门多萨警探会手持一部多功能平板扫描仪，其具有物证指引、图文/物质识别、通缉犯匹配、定向麦克风等功能，可以标记现场出现的物证、敌人、通缉犯、爆炸物、弹药箱、警报系统喇叭及其控制器。另外某些通缉犯身上也携带有物证，玩家必须正确识别该人的身份，才能在击倒之后搜刮证物。

### 登場人物

#### 主要人物
- 尼古拉斯·門多薩（Nicolas Mendoza）：本作主角兼玩家角色，為古巴移民，也是邁阿密警察局的一名前警探，暱稱為“尼克”（Nick）。其父親是古巴秘密警察，並經常對他和母親施以家暴，母子兩人最終從哈瓦那移民到邁阿密。由於父親是一名只懂虐待囚犯的秘密警察，加上自己是在無法無天的環境下成長的原故，門多薩自小時候便立志想成為一名真正的警察。於2012年受上司朱利安·道斯指示與凱搭檔調查一批毒品的去向，期間發現了驚人的內幕，以及警察同僚之間的不法行為。由於本人不願跟同僚同流合污，最終被上司陷害，成為了階下囚。由於在囚期間母親因病逝世，而門多薩無法親自去看她最後一面，這加深了門多薩對道斯和斯托達德的怨恨。3年後（2015年）在泰普、凱和泰森的協力下成功越獄，並在無奈之下加入了凱和泰森針對朱利安·道斯的復仇計劃，期間明白到原來自己不用成為一名警察也能夠制裁不法份子。
- 道明凱（Khai Minh Dao）：本作女主角，是一名洛杉磯出身的越南裔美國人，暱稱為“凱”（Khai）。與門多薩同爲邁阿密警察局的前警探，於2012年受上司朱利安·道斯指示與門多薩搭檔調查一批毒品的去向。擅長以色列近身格鬥術，脾氣較暴躁和衝動，跟泰森·拉奇福德曾為情侶關係。早已知道警察內部的黑暗與潛規則，為了自身利益著想而與斯托達德和道斯同流合污，並有份參與陷害門多薩的計劃。後來凱也因不明原因疑似被道斯陷害，離開了警隊。3年後（2015年）聯同泰普和泰森幫助門多薩越獄，並與門多薩和泰森展開了針對道斯的復仇計劃。
- 泰森·拉奇福德（Tyson Latchford）：一名中產階層的毒販，出身於邁阿密，與泰普一起長大。擅長操縱他人替他從事犯罪活動，從而令自己在不犯法的前提下獲益。跟道明凱曾為情侶關係。在2012年被追查毒品線索的門多薩和凱找上門，同時被敵對的販毒集團追殺。事後被警察拘捕，被迫退出毒品行業。3年後（2015年）與凱和泰普合作幫助門多薩越獄，並與門多薩和凱展開了針對道斯的復仇計劃。
- 朱利安·道斯（Julian Dawes）：本作的主要反派角色，邁阿密警察局的前警長，也是門多薩、凱和斯托達德的前上司。自年輕時已開始擔任警務人員的工作，本人稱自己“把大半生都貢獻在工作上”。在妻子病逝後性格大變，開始從事犯罪勾當。在2012年委派門多薩和凱調查一批毒品的去向，期間因門多薩發現了斯托達德和凱的不法行為，並拒絕同流合污，最終促使道斯連同其餘兩人設局陷害門多薩，令其坐了3年冤獄。後成立名為“理想結果”的網絡，以聯合腐敗警察、軍事承包商及私人保安成立所謂的“私人執法機關”，企圖在全美國建立影響力。2015年被門多薩、凱和泰森等人尋仇。最後向門多薩披露自己的位置，並希望說服他繼承自己的財產和事業，但依然被對方開槍擊斃。
- 馬庫斯·布恩（Marcus Boone）：非裔美國人，暱稱為“布瑪”（Boomer），曾經於2004—2006年伊拉克戰爭期間服役於美國陸軍並擔任情報分析員，但於07年在沒通知下擅自離職，回國後匿藏在莫哈韋沙漠的遍遠地區，並與杜恩·阿爾珀特建立情侶關係，但杜恩的父親，托尼並不喜歡他。後來布恩返回洛杉磯，以自由職業電腦專家的身份為各個犯罪集團從事各種犯罪活動，直到被“凱”纏上後也開始為她工作。在2015年被“凱”聘用作情報及高科技領域方面的專家，以幫助他們向道斯復仇。

#### 其他角色
- 卡爾·斯塔德（Carl Stoddard）：邁阿密警察局的警員，曾經在2012年跟門多薩搭檔，並向他教授了許多執行警務方面的專業知識。實際上是一名殺人不眨眼和著重金錢利益的腐敗警察，甚至不惜在門多薩和“凱”面前擊斃雷米·內爾茲以阻止內爾茲揭露他的罪行，他又試圖用內爾茲遺留的黑錢賄賂門多薩，可是對方拒絕同流合污。為了排除門多薩，斯托達德與“凱”和道斯設局陷害他，令其坐了3年冤獄。2015年已成為道斯的左右手，負責聯繫美國各地的犯罪集團加入“理想結果”。在得知門多薩一行人正在找道斯復仇後決定先下手為強，首先聘用托尼·阿爾珀特綁架前往其地頭取破解裝置的門多薩和布恩，但兩人其後成功逃脫並殺死綁架者，於是斯托達德便追蹤到門多薩一行人的藏身地點打算殺人滅口，可是最後卻遭門多薩反殺。
- “泰普”米爾斯坦（"Tap" Milstein）：泰森的死黨，兩人在邁阿密的貧民區一起長大，後成為了替泰森販賣毒品的助手，患有嚴重毒癮。在2012年被正在追尋泰森下落的門多薩和凱找上門，被對方以“協助他們找到泰森”作為交換條件以換取減刑。在行動中趁敵對幫派前來“踩場”期間逃脫。在2015年受泰森和凱的指示下參與了協助門多薩越獄的計劃，在泰森炸翻了載有門多薩和多名囚犯的巴士後替門多薩解開手銬，而自己則沒有跟隨門多薩逃走，原因是泰森認為泰普留在監獄有助他戒除毒癮。

## 多人模式

### 排名奖项
战地：硬仗率先加入排名系统，该系统基于游戏中所得到的金钱数量和技巧值。游戏中再次加入勳带系统，授予完成了具体一项行动目标的玩家，得到一定数量的勳带后就会授予该玩家一枚勳带勋章。

### 游戏职业
游戏职业分为四类，类似于战地4中的四大兵种，但是与战地4相比仍然存在不同。
- 操作者（Operator） － 作为突击警察或主力罪犯。配备有突击步枪、卡宾枪以及医疗用品来救助治疗队友，副武器为各种9毫米手枪，但取消了榴彈發射器。
- 机械师（Mechanic） － 作为反载具的警察或罪犯。配备冲锋枪以及维護载具的维修工具，副武器为各种左轮手枪，但原来的肩扛式火箭／导弹發射器被榴彈發射器所取代。
- 执行者（Enforcer） － 作为警察和罪犯的支援人员。配备重型战斗步枪、霰弹枪、弹药箱以及炸药，副武器为各种大威力手枪，但取消了轻机枪。
- 专业人士（Professional） － 作为警察和罪犯的侦察部队。配备手动或半自动狙击步枪以在长距离攻击目标来监视和杀伤人员，副武器为各类全自动手枪。

另外，原轻机枪和肩扛式火箭／防空导弹發射器均被改为戰場拾取武器。
游戏新增了「武器商店」功能，可以戰鬥中獲得的金錢购买武器装备等。玩家將有機會獲得各種軍用機的武器和載具以及警用器材，例如電擊槍和手銬。

### 遊戲模式
新增游戏模式有：劫掠、運鈔、救參、打火及準星。游戏方式与游戏界面与戰地風雲4相似。
- 征服（Conquest）－ 战地系列的經典模式，在该游戏模式下，玩家通过互相占领目标据点来削弱对方兵力值，同时击杀敌人也能使敌人削弱兵力值，以剩餘兵力值最高的隊伍即可獲勝，相反兵力值先为零的一样败北。
- 死鬥（Deathmatch）－ 在该游戏模式下，玩家需要通过击杀敌人来获得队伍分数，获得到目标分数的队伍既可胜利。
  - 在死鬥模式中，BATA版本测试仅仅放出了「团队死鬥」（Team DM）模式。
- 劫掠（Heist）－ 在该游戏模式下，警方目标是正在实施抢劫的罪犯，而罪犯的目标则是窃取战利品以及钱，并且要想方设法将他们带离撤离点。游戏模式类似于战地3和4中的夺旗。
- 運鈔（Blood Money）－ 在该游戏模式下，玩家将从目标地点夺取目标物（金钱）并且送往己方阵营。游戏模式亦类似于战地3和4中的夺旗。
- 救參（Rescue）－ 在该游戏模式下，执法者的目标是为了解救被罪犯押具两点的人质。另外，执法者也可以消灭所有罪犯来获取胜利。对于罪犯来说，他们的目的是防止执法者达到人质所在位置并且营救他们。
- 打火（Hotwire）－ 在该游戏模式下，罪犯的目的是偷取一辆指定车辆並將其駕到指定地点。执法者的目的是阻止罪犯达到他们的目的。
- 準星（Crosshair）－ 在该游戏模式下，罪犯的目的是三分鐘內刺殺VIP。执法者的目的是護送VIP至兩個指定地點之一。

## 游戏阵营
在战地硬仗中，游戏的阵营由国与国军事上的殊死对抗改变为警察部門與犯罪份子間的小规模作战。

### 執法機關
- 特种武器和战术部队（SWAT）
- 臥底警察（Undercover）

### 犯罪份子
- 盗賊（Theives）
- 幫派成員（Bangers）

### 單機模式獨有
- 邁阿密警察部門
- 理想結果

## 游戏开发
本作在2014年E3游戏展前夕正式公布，由EA旗下的维瑟罗工作室开发，这是《战地》系列第一次由非EA DICE的工作室担任主要开发团队。游戏在EA的展前发布会后提供了试玩，原定于2014年秋季发售，不过2014年7月时EA宣布将延期至2015年发售。

## 資料來源
1. ↑  . IGN. 2014-06-03  [2014-06-05]. （原始内容存档于2020-11-12）.
2. ↑  .   [2014-05-28]. （原始内容存档于2019-05-25）.
3. ↑  Battlefield Hardline delayed to 2015 （页面存档备份，存于）.Polygon.2014-07-22.[2014-07-23].

- Battlefield Hardline Coming This Fall （页面存档备份，存于）